# Gérald Watelet

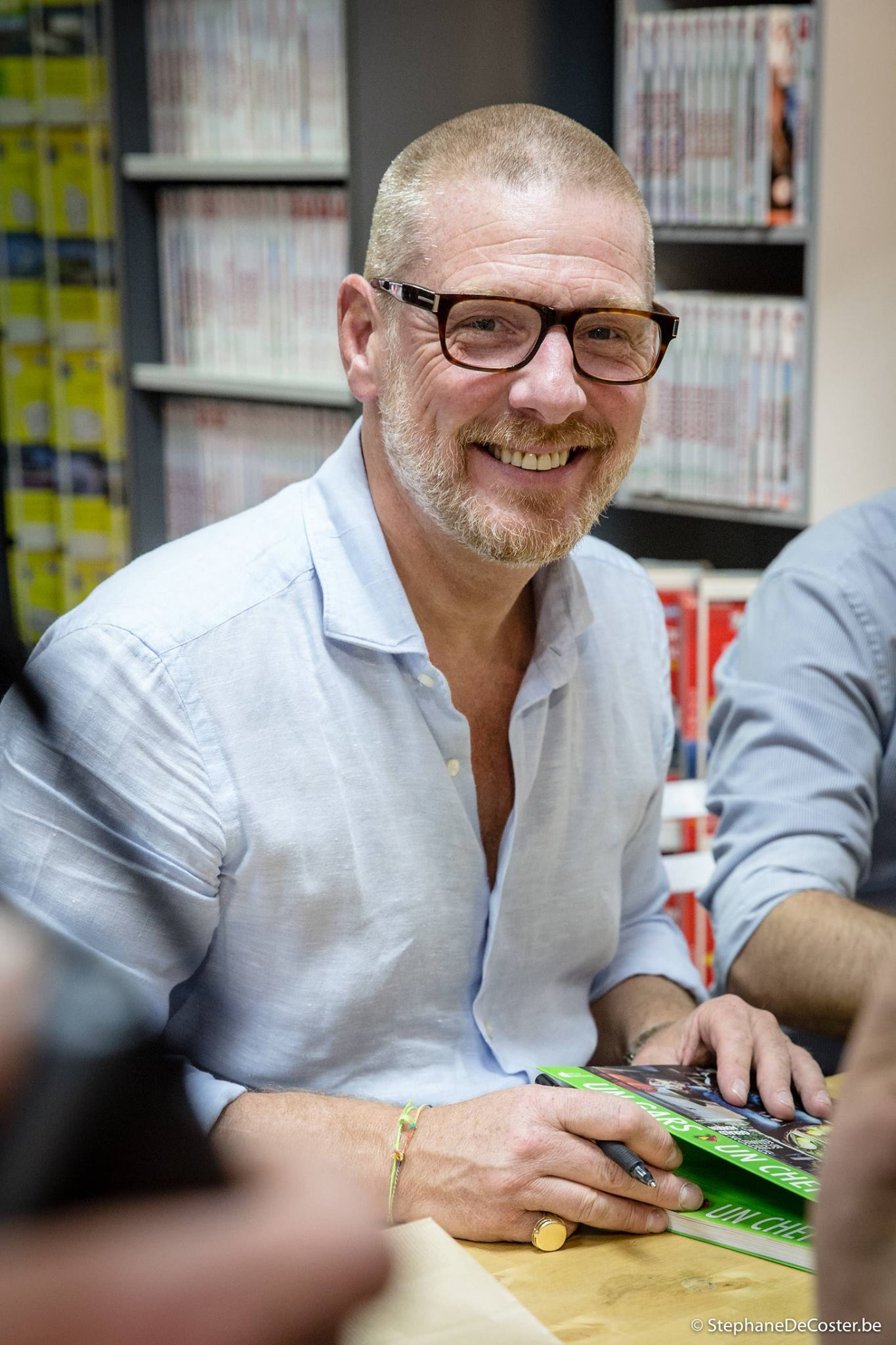
Gerald Watelet

Gerald Watelet (Namen, 11 december 1963) is een Belgisch gewezen modeontwerper.
Hij was eerst enige tijd actief als maître d'hôtel in het sterrenrestaurant Villa Lorraine en tevens Belgisch kampioen salondansen. In 1988 richtte hij zijn eigen couturehuis op en in 1989 is al de eerste modeshow. Hij showt later nog, in september 1991, in de Belgische ambassade te Parijs.
Op een defilé in maart 1993 te Brussel waren ook Koningin Fabiola en Paola, toen nog prinses van Luik aanwezig. Sinds kan hij de Belgische Koninklijke familie als een klant beschouwen. In de rest van de jaren 90 showde hij ook nog te Rome, Parijs, New York en Moskou.
Begin 2007 nam hij delen van het opgedoekte atelier van Yves Saint Laurent over en kan een deel van die klanten ook bekoren. Hij opende ook een eigen winkel te Parijs (rue François 1er). In 2010 stopte Watelet met modeontwerpen en werd hij interieurarchitect. Hij presenteert ook een kookrubriek in het RTBF-programma Sans chichis.